# Eduard III. (Bar)
Eduard III. (* Ende Juni 1377; † 25. Oktober 1415 in der Schlacht von Azincourt) war Markgraf von Pont-à-Mousson von 1399 bis 1415 und Herzog von Bar von 1401 bis 1415. Er war ein Sohn von Herzog Robert I. und Maria von Frankreich.
Er wurde Erbe von Bar durch den Willen seines Vaters nach dem Tod seines Bruders Heinrich (1398) und der Gefangenschaft seines Bruders Philipp nach der Schlacht von Nikopolis (1396). Unter Umgehung von Heinrichs Sohn Robert machte sein Vater ihn 1398 zum Markgrafen von Pont-à-Mousson und 1401, mit seinem Rücktritt, zum Herzog von Bar.
1405 beauftragte ihn der französische König Karl VI. mit der Verteidigung des Boulonnais gegen die Angriffe der Engländer. Ende 1406 nahm er an einem Feldzug in Guyenne unter dem Kommando des Herzogs Ludwig von Orléans teil. Nach dessen Ermordung 1407 verbündete er sich mit Johann Ohnefurcht und den Bourguignons. 
Eduard III. starb in der Schlacht von Azincourt. Er wurde in der Kirche Saint-Maxe in Bar-le-Duc begraben. Sein Nachfolger wurde sein Bruder, der Kardinal Ludwig von Bar.
Eduard war nicht verheiratet, jedoch Vater mehrerer unehelicher Kinder:
1. Aus der Verbindung mit Jeanne, 1401 bezeugt, Tochter von Maître Gérard Lebel, Kaufmann zu Saint-Mihiel: Bonne Bâtarde de Bar, † wohl 1430, ⚭ um 1417 Jean de Saint-Loup, seigneur de Saint-Julien, 1417/1445 bezeugt, † vor 6. April 1458
2. Von einer unbekannten Frau: Anne, † wohl 1420, und Henri Bâtard de Bar, 1428 bezeugt, 1436 seigneur de Boursault, † nach 22. März 1442